# یوینتادد
یوینتادد (نام علمی: Uintatherium) نام یک سرده از شاخه طنابداران است.
یوینتادد پستانداری شاخ‌دار و غول‌پیکر بود که در ایوسن میانی می‌زیست. بیشتر سنگواره‌های این جانور را در یوتا و وایومینگ آمریکا یافته‌اند، اما یوینتاددها در سراسر آمریکای شمالی و آسیا پراکنده بودند، هرچند تعدادشان احتمالاً کم بود. یوینتادد روزگاری در سرتاسر آمریکای شمالی و آسیا می‌زیست، اما حدود ۴۰ میلیون سال پیش ناپدید شد. این جانور دندان‌های نیش عاج‌مانندی در آرواره‌ی بالا داشت که به سمت پایین بیرون زده بودند و لبه‌ای استخوانی روی آرواره‌ی پایین از آن‌ها محافظت می‌کرد. ‌پوزه‌اش چند برآمدگی شاخ‌مانند داشت که البته نوک‌تیز نبودند. یوینتادد، که هم‌اندازه‌ی کرگدن‌های امروزی بود، گیاه‌خواری سنگین‌وزن با استخوان‌هایی ستبر و بدنی تنومند و بشکه‌ای بود. احتمالاً پوستی ضخیم بدن این جانور را می‌پوشاند. جمجمه‌ی یوینتادد که ۱ متر طول داشت، از نظر اندازه شبیه جمجمه‌ی کرگدن سفید امروزی بود. چنین ابعادی، در ایوسن میانی، یوینتادد را به یکی از بزرگ‌ترین پستانداران جهان تبدیل می‌کرد.

مثل کرگدن‌های امروزی، هر دو جنس این جانور شاخ داشتند و، مثل پستانداران شاخ‌دار امروزی، این شاخ‌ها احتمالاً برای جلوه‌گری و شناسایی گوهاه‌ی به‌کار می‌رفتند. در بعضی از گوزن‌های کوچک امروزی هم دندان‌های نیش بالا کارکرد نمایشی دارند. یوینتادد هیچ نواده‌ی زنده‌ای ندارد و بحث درباره‌ی جایگاهش در شجره‌نامه‌ی جانوران سم‌دار همچنان دامنه‌دار است.